# Ludovico Ferdinando di Baviera
Ludovico Ferdinando di Baviera (lingua tedesca Ludwig Ferdinand Maria Karl Heinrich Adalbert Franz Philipp Andreas Konstantin; Madrid, 22 ottobre 1859 – Monaco di Baviera, 23 novembre 1949) fu un membro della Casa reale bavarese dei Wittelsbach e generale di cavalleria. A seguito del suo matrimonio con l'infanta Maria de la Paz di Borbone-Spagna, egli divenne un infante spagnolo.

## Famiglia
Ludovico Ferdinando era il figlio maggiore del principe Adalberto di Baviera e dell'infanta Amalia Filippina di Borbone-Spagna; era un nipote del re Ludovico I di Baviera e della sua prima moglie, la principessa Teresa di Sassonia-Hildburghausen. Suoi nonni materni erano l'infante Francesco di Paola di Borbone-Spagna e la moglie Luisa Carlotta di Borbone-Due Sicilie.
Erano zii paterni di Ludovico Ferdinando i re Massimiliano II di Baviera e Ottone I di Grecia, nonché il principe reggente Luitpold di Baviera. Lo zio materno era il re consorte di Spagna, Francesco d'Assisi, e suo primo cugino era re Alfonso XII di Spagna, di due anni maggiore. Ludovico Ferdinando nacque a Madrid, mentre i suoi fratelli e sorelle minori in Baviera, dove la famiglia aveva fatto ritorno nel frattempo.
Ludovico II, Ottone I e Ludovico III, tutti re di Baviera, erano suoi primi cugini; Alfonso XIII di Spagna era figlio di un suo primo cugino.
Erano sorelle di Ludovico Ferdinando, Isabella, duchessa di Genova, Elvira, contessa Kaunitz, e Clara, badessa di Sant'Anna. Suo fratello minore era il principe Alfonso, marito di Luisa d'Orléans, figlia di Ferdinando d'Orléans, duca d'Alençon, e di Sofia Carlotta di Baviera; il figlio di Alfonso, il principe Giuseppe Clemente, visse tra il 1902 ed il 1920, non generando eredi, mentre la figlia Elisabetta divenne Contessa Kageneck.

## Matrimonio e discendenza

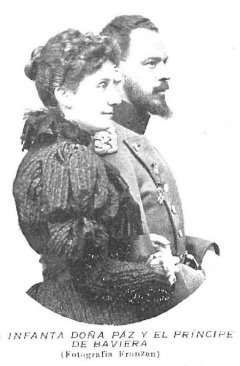
Ludovico Ferdinando di Baviera e la moglie, l'infanta Maria de la Paz, foto di Christian Franzen.

Ludovico Ferdinando sposò nel 1883 la prima cugina Maria de la Paz di Borbone-Spagna, figlia dei suoi zii Francesco d'Assisi e Isabella II di Spagna, nonché 845ª Dama dell'Ordine Reale della Regina Maria Luisa. Il matrimonio venne celebrato a Madrid, durante il regno del fratello della sposa, Alfonso XII; nel 1885 la coppia fece ritorno in Baviera e prese residenza nel castello di Nymphenburg.
Essi diedero così avvio al cosiddetto ramo spagnolo della Casa reale bavarese, iniziato con il matrimonio dei genitori di Ludovico Ferdinando, ma rafforzato dai successivi matrimoni con i Borbone di Spagna nel giro di tre generazioni.
La coppia ebbe tre figli:
- Ferdinando (1884-1958), sposò l'infanta Maria Teresa di Borbone-Spagna;
- Adalberto (1886-1970), sposò la contessa Augusta di Seefried, da cui ha avuto due figli;
- Pilar (1891-1987), rimase nubile.

Sia Ludovico Ferdinando che il figlio Ferdinando morirono durante il regime di Franco, il primo a Nymphenburg, il secondo a Madrid.

## Antenati
|                                       |                    |                                         | Genitori                                               |  |  | Nonni |  |  | Bisnonni                           |  |  | Trisnonni                                  |  |
|                                       |                    |                                         |                                                        |  |  |       |  |  | Massimiliano I Giuseppe di Baviera |  |  | Federico Michele di Zweibrücken-Birkenfeld |  |
|                                       |                    |                                         |                                                        |  |  |       |  |  | Massimiliano I Giuseppe di Baviera |  |  | Federico Michele di Zweibrücken-Birkenfeld |  |
|                                       |                    | Maria Francesca del Palatinato-Sulzbach |                                                        |  |  |       |  |  | Massimiliano I Giuseppe di Baviera |  |  |                                            |  |
| Ludovico I di Baviera                 |                    |                                         |                                                        |  |  |       |  |  | Massimiliano I Giuseppe di Baviera |  |  |                                            |  |
|                                       |                    | Augusta Guglielmina d'Assia-Darmstadt   | Giorgio Guglielmo d'Assia-Darmstadt                    |  |  |       |  |  |                                    |  |  |                                            |  |
|                                       |                    | Augusta Guglielmina d'Assia-Darmstadt   | Giorgio Guglielmo d'Assia-Darmstadt                    |  |  |       |  |  |                                    |  |  |                                            |  |
|                                       |                    | Augusta Guglielmina d'Assia-Darmstadt   | Maria Luisa Albertina di Leiningen-Dagsburg-Falkenburg |  |  |       |  |  |                                    |  |  |                                            |  |
| Adalberto di Baviera                  |                    | Augusta Guglielmina d'Assia-Darmstadt   |                                                        |  |  |       |  |  |                                    |  |  |                                            |  |
|                                       |                    | Federico di Sassonia-Altenburg          | Ernesto Federico III di Sassonia-Hildburghausen        |  |  |       |  |  |                                    |  |  |                                            |  |
|                                       |                    | Federico di Sassonia-Altenburg          | Ernesto Federico III di Sassonia-Hildburghausen        |  |  |       |  |  |                                    |  |  |                                            |  |
|                                       |                    | Federico di Sassonia-Altenburg          | Ernestina Augusta di Sassonia-Weimar                   |  |  |       |  |  |                                    |  |  |                                            |  |
| Teresa di Sassonia-Hildburghausen     |                    | Federico di Sassonia-Altenburg          |                                                        |  |  |       |  |  |                                    |  |  |                                            |  |
|                                       |                    | Carlotta di Meclemburgo-Strelitz        | Carlo II di Meclemburgo-Strelitz                       |  |  |       |  |  |                                    |  |  |                                            |  |
|                                       |                    | Carlotta di Meclemburgo-Strelitz        | Carlo II di Meclemburgo-Strelitz                       |  |  |       |  |  |                                    |  |  |                                            |  |
|                                       |                    | Carlotta di Meclemburgo-Strelitz        | Federica Carolina Luisa d'Assia-Darmstadt              |  |  |       |  |  |                                    |  |  |                                            |  |
| Ludovico Ferdinando di Baviera        |                    | Carlotta di Meclemburgo-Strelitz        |                                                        |  |  |       |  |  |                                    |  |  |                                            |  |
|                                       | Carlo IV di Spagna | Carlo III di Spagna                     |                                                        |  |  |       |  |  |                                    |  |  |                                            |  |
|                                       | Carlo IV di Spagna | Carlo III di Spagna                     |                                                        |  |  |       |  |  |                                    |  |  |                                            |  |
|                                       | Carlo IV di Spagna | Maria Amalia di Sassonia                |                                                        |  |  |       |  |  |                                    |  |  |                                            |  |
| Francesco di Paola di Borbone-Spagna  | Carlo IV di Spagna |                                         |                                                        |  |  |       |  |  |                                    |  |  |                                            |  |
|                                       |                    | Maria Luisa di Borbone-Parma            | Filippo I di Parma                                     |  |  |       |  |  |                                    |  |  |                                            |  |
|                                       |                    | Maria Luisa di Borbone-Parma            | Filippo I di Parma                                     |  |  |       |  |  |                                    |  |  |                                            |  |
|                                       |                    | Maria Luisa di Borbone-Parma            | Elisabetta di Borbone-Francia                          |  |  |       |  |  |                                    |  |  |                                            |  |
| Amalia Filippina di Borbone-Spagna    |                    | Maria Luisa di Borbone-Parma            |                                                        |  |  |       |  |  |                                    |  |  |                                            |  |
|                                       |                    | Francesco I delle Due Sicilie           | Ferdinando I delle Due Sicilie                         |  |  |       |  |  |                                    |  |  |                                            |  |
|                                       |                    | Francesco I delle Due Sicilie           | Ferdinando I delle Due Sicilie                         |  |  |       |  |  |                                    |  |  |                                            |  |
|                                       |                    | Francesco I delle Due Sicilie           | Maria Carolina d'Asburgo-Lorena                        |  |  |       |  |  |                                    |  |  |                                            |  |
| Luisa Carlotta di Borbone-Due Sicilie |                    | Francesco I delle Due Sicilie           |                                                        |  |  |       |  |  |                                    |  |  |                                            |  |
|                                       |                    | Maria Isabella di Borbone-Spagna        | Carlo IV di Spagna                                     |  |  |       |  |  |                                    |  |  |                                            |  |
|                                       |                    | Maria Isabella di Borbone-Spagna        | Carlo IV di Spagna                                     |  |  |       |  |  |                                    |  |  |                                            |  |
|                                       |                    | Maria Isabella di Borbone-Spagna        | Maria Luisa di Borbone-Parma                           |  |  |       |  |  |                                    |  |  |                                            |  |
|                                       |                    | Maria Isabella di Borbone-Spagna        |                                                        |  |  |       |  |  |                                    |  |  |                                            |  |